# La Guerre des chasseurs de primes
La Guerre des chasseurs de primes (titre original : The Bounty Hunter Wars) est une trilogie de romans de science-fiction écrits par K. W. Jeter et placés dans l'univers étendu de Star Wars.

## Trilogie
1. L'Armure mandalorienne, Fleuve noir, 2000 ((en) The Mandalorian Armor, 1998) (K. W. Jeter)
2. Le Vaisseau Esclave, Fleuve noir, 2000 ((en) Slave Ship, 1998) (K. W. Jeter)
3. Une encombrante cargaison, Fleuve noir, 2000 ((en) Hard Merchandise, 1999) (K. W. Jeter)

### L'Armure mandalorienne
L'Armure mandalorienne (titre original : The Mandalorian Armor) est un roman de science-fiction de K. W. Jeter s'inscrivant dans l'univers étendu de Star Wars. Publié aux États-Unis par Bantam Spectra en 1998, puis traduit en français et publié par les éditions Fleuve noir en 2000,. Il se déroule quatre ans après la bataille de Yavin.

### Le Vaisseau Esclave
Le Vaisseau Esclave (titre original : Slave Ship) est un roman de science-fiction de K. W. Jeter s'inscrivant dans l'univers étendu de Star Wars. Publié aux États-Unis par Bantam Spectra en 1998, puis traduit en français et publié par les éditions Fleuve noir en 2000,. Il se déroule quatre ans après la bataille de Yavin.

### Une encombrante cargaison
Une encombrante cargaison (titre original : Hard Merchandise) est un roman de science-fiction de K. W. Jeter s'inscrivant dans l'univers Légendes de Star Wars. Publié aux États-Unis par Bantam Spectra en 1999, puis traduit en français et publié par les éditions Fleuve noir en 2000,. Il se déroule quatre ans après la bataille de Yavin.